# Особняк Эрна
Особняк доктора Эриха-Леонгарда Густавовича Эрна — памятник архитектуры в Самаре, Россия. Построен в 1900—1902 гг. по проекту архитектора А. А. Щербачёва. Здание расположено на Чапаевской улице, дом 165. Объект культурного наследия регионального значения.

## История
Доктор Эрн, надворный советник, заказал проект дома Щербачёву в 1900 году. Дом был закончен в 1902 году, Эрн переехал в него с семьёй. Часть помещений сдавалась другим докторам под кабинеты и квартиры.Так с 1913 года здесь принимал врач Абрам Гринберг – сын доктора М. А. Гринберга, а другой сын Иосиф Гринберг – присяжный поверенный самарского окружного суда - снимал апартаменты.
В 1920-е годы в бывшем доме Эрна находилось отделение самарской ВЧК (позже ОГПУ). В 1941—1943 году в здании размещалось эвакуированное из Москвы посольство Польши. В частности, в этом здании 4 декабря 1941 года наркомом иностранных дел СССР В. М. Молотовым и председателем правительства Польши в изгнании В. Сикорским была подписана Декларация «О достижении прочного и справедливого мира». Впоследствии особняк вошёл в состав комплекса Самарской областной клинической больницы № 2, в нем расположена поликлиника.

## Архитектурные особенности
Особняк построен в стиле модерн. Возможно, он является первым в Самаре зданием этого стиля. Наиболее выделяется крупный полукруглый эркер, выступающий на углу здания, в правой части главного фасада. Барельеф в виде орла на эркере был утрачен. Левую часть украшает фронтон сложной формы с изящным изгибом.